# Sergei Ogorodnikov
Pour les articles homonymes, voir Ogorodnikov.
Sergei Ogorodnikov (en russe : Сергей Иванович Огородников, Sergueï Ivanovitch Ogorodnikov, né en 1965 à Bavly, Russie) est un bodybuilder professionnel russe.

## Biographie

### Carrière
Sergei Ogorodnikov a commencé la musculation en 1984, pendant ses études.
Depuis 1993, il participe à des compétitions de niveau européen et mondial.
En 2000, il remporte le concours NABBA Mr. Univers Amateur.
En 2005, après avoir remporté quatre ans de suite la deuxième place, il remporté le titre NABBA Mr. Univers Pro.
En 2009, il annonce la fin de sa carrière en raison d'une blessure.

### Statistiques
- Taille : 182 cm
- Poids en concours : 118 kg
- Poids hors-saison : 127 kg
- Bras : 18"
- Cou :
- Poitrine : 141 cm
- Tour de taille : 91 cm
- Cuisses : 69 cm
- Mollets : 47 cm
- Poignet :
- Cheville :

### Titres
| Année | Compétition                                           | Place                            |
| ----- | ----------------------------------------------------- | -------------------------------- |
| 2008  | IFBB New York Pro                                     | 19e                              |
| 2008  | IFBB Iron Man Pro                                     | 17e                              |
| 2007  | Grand Prix IFBB Santa Susanna Pro                     | 16e                              |
| 2006  | Grand Prix IFBB Santa Susanna Pro                     | 11e                              |
| 2005  | NABBA Mr. Univers Pro                                 | 1er                              |
| 2003  | NABBA Mr. Univers Pro                                 | 2e                               |
| 2002  | NABBA Mr. Univers Pro                                 | 2e                               |
| 2001  | NABBA Mr. Univers Pro                                 | 2e                               |
| 2000  | NABBA Mr. Univers Amateur                             | 1er (toutes catégories)          |
| 1999  | NABBA Mr. Univers Amateur                             | 3e                               |
| 1999  | Coupe NABBA Bachkirie                                 | 1er (toutes catégories)          |
| 1997  | NABBA Mr. Univers Amateur                             | 2e                               |
| 1997  | Championnat NABBA russe                               | 1er (179 cm+; toutes catégories) |
| 1996  | NABBA Mr. Univers Amateur                             | 2e                               |
| 1996  | Championnat NABBA russe                               | 1er (179 cm+; toutes catégories) |
| 1996  | Открытое первенство Башкоркостана                     | 1er (179 cm+)                    |
| 1995  | NABBA Mr. Univers Amateur                             | 3e                               |
| 1995  | Международный турнир Атлетического Союза NABBA России | 1er (179 cm+; toutes catégories) |
| 1994  | Международный турнир Атлетического Союза NABBA России | 2e (179 cm+)                     |
| 1993  | NABBA Championnat russe                               | 1er (179 cm+)                    |
| 1991  | IFBB la RSFSR de la Coupe du                          | 5e (90 kg+)                      |